# André Bourreil
Pas d'image ? Cliquez ici

a Compétitions nationales et continentales officielles uniquement.

b Matchs officiels uniquement.
André Bourreil, né le 1er décembre 1937 à Cassagnes, est un joueur international français de rugby à XIII évoluant au poste d'ailier ou de centre dans les années 1950 et 1960.
Il dispute le Championnat de France à travers deux clubs au cours de carrière, le XIII Catalan et le Bataillon de Joinville. Avec le XIII Catalan, il remporte le  Championnat de France en 1957
Fort de ses performances en club, il côtoie l'équipe de France et compte six sélections, toutes obtenues entre 1962 et 1964 affrontant l'Angleterre, l'Australie, la Nouvelle-Zélande et la Grande-Bretagne.

## Biographie

### Palmarès
- Collectif :
  - Vainqueur du Championnat de France : 1957 (XIII Catalan).
  - Finaliste de la Coupe de France : 1957 (XIII Catalan).

### Détails en sélection
| 1. | 17 novembre 1962 | Angleterre       | 6-18  | Test-match | Ailier | - | - | - | - |
| 2. | 2 décembre 1962  | Grande-Bretagne  | 17-12 | Test-match | Ailier | 3 | 1 | - | - |
| 3. | 18 mars 1964     | Grande-Bretagne  | 0-39  | Test-match | Ailier | - | - | - | - |
| 4. | 13 juin 1964     | Australie        | 6-20  | Test-match | Ailier | - | - | - | - |
| 5. | 18 juillet 1964  | Australie        | 9-35  | Test-match | Ailier | - | - | - | - |
| 6. | 15 août 1964     | Nouvelle-Zélande | 2-10  | Test-match | Centre | - | - | - | - |